# Tessie Eria Lambourne
Tessie Eria Lambourne (Illes Gilbert, 14 de juliol de 1971) és una funcionària, diplomàtica i política de Kiribati. Des de l’abril de 2020 és membre de la Maneaba ni Maungatabu (Parlament). Anteriorment, va ser ambaixadora de Kiribati a Taiwan entre el juny de 2018 i el setembre de 2019, i secretària del gabinet —el càrrec més alt de la funció pública a Kiribati— des de l’agost de 2016 fins al juny de 2018.

## Biografia
Lambourne va estudiar a la Universitat d’Auckland, a Nova Zelanda, on es va graduar el 1994 amb un Bachelor of Arts en Estudis Polítics; posteriorment, el 2007, va obtenir un màster en Dret i Política Internacionals a la Universitat de Canterbury. Va començar a treballar a la funció pública el 1991, ocupant diversos càrrecs destacats, entre els quals el de secretària particular del president Teburoro Tito, secretària d’Afers Exteriors i Immigració, secretària d’Afers Interns i secretària de Comerç, Indústria i Cooperatives. El president Taneti Maamau la va nomenar secretària del gabinet l’agost de 2016.
Va exercir aquest càrrec fins que, el juny de 2018, es va convertir en la segona ambaixadora del país a Taiwan. No obstant això, el seu mandat es va veure interromput per la ruptura de les relacions diplomàtiques entre Kiribati i Taiwan el 20 de setembre de 2019.
Va ser elegida membre de la Maneaba ni Maungatabu a les eleccions parlamentàries de Kiribati de l’abril de 2020, obtenint 1 dels 2 escons per a l’illa d’Abemama “de manera decisiva” amb una majoria en primera volta. Lambourne va ser inicialment presidenta del recentment creat partit Boutokaan Kiribati Moa (BKM). Després de les eleccions presidencials de 2020, el BKM es va dissoldre i Lambourne es va convertir en la primera líder del nou partit Kamanoan Kiribati (KKP) i en la cap de l’oposició. Va ser reelegida a les eleccions parlamentàries de 2024. En aquesta legislatura es va assolir un rècord de cinc dones elegides per als 45 escons del parlament. Les altres van ser Ruth Cross Kwansing, Lavinia Teatao Teem, Ruta Baabo Manate i l’ex presidenta del parlament Tangariki Reete.
Està casada amb David Lambourne, un australià resident a Kiribati, que va prendre possessió com a jutge puisne (novell) del Tribunal Superior de Kiribati el 2018.
A l’agost de 2022 es va intentar deportar el seu marit. S’ha afirmat que aquests esforços tenen motivacions polítiques. Tres jutges del Tribunal d’Apel·lació que van dictaminar que l’intent de deportació era inconstitucional van ser posteriorment suspesos, un assumpte que encara no s’ha resolt completament. La relatora especial de les Nacions Unides sobre la independència de jutges i advocats, Margaret Satterthwaite, ha expressat preocupació pel fet que el país no disposi actualment d’un sistema judicial operatiu.